# Лебаут
Лебаут— деревня в Уватском районе Тюменской области в составе Осинниковского сельского поселения.

## География
Находится на правом берегу Иртыша  на расстоянии примерно 8 километров на северо-запад от районного центра села Уват.

## Климат
Климат с продолжительной и холодной зимой с сильными ветрами и метелями, непродолжительным теплым летом, короткими переходными весенним и осенним сезонами. Среднемесячные значения изменяются от минус 22,0-19,2°С в январе до плюс 16,9-17,6°С в июле; при этом средняя температура зимних месяцев составляет минус 17,7-20,6°С, летних - плюс 14,6-15,6°С. Среднегодовое количество осадков составляет 559-676 мм, однако сезонное распределение их крайне неравномерно. Основная масса осадков наблюдается в теплый период года (с апреля по октябрь) при максимуме в июле-августе (77-82 мм). Устойчивый снежный покров образуется в среднем в конце октября, при этом сроки его появления и образования из года в год сильно колеблются в зависимости от характера погоды в предзимний период. Число дней с устойчивым снежным покровом составляет 185-189 дней. Максимальная высота снежного покрова на защищенных участках может принимать значения 98-129 см.

## История
Деревня известна с начала XX века. В 1926 году в ней учтен было 161 житель.  В настоящее время существует в полузаброшенном виде.

## Население
Постоянное население составляло 20 человек в 2002 году (русские 85%) ,  6  человек в 2010 году.